# Automóvil del Siglo

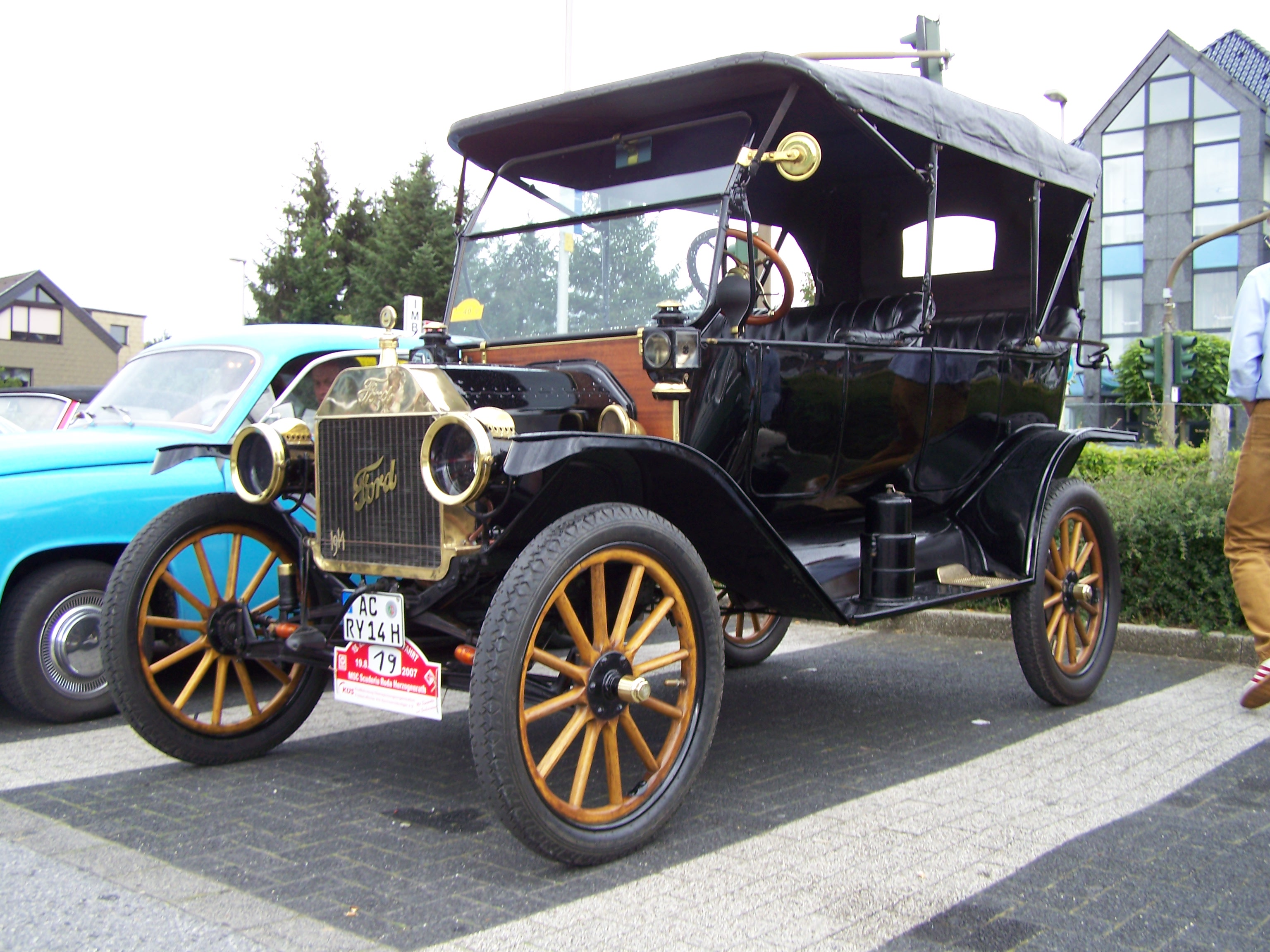
Primer Premio: Ford T.

El Automóvil del Siglo fue un premio internacional organizado para elegir el automóvil con mayor influencia en el mundo durante el siglo XX. El proceso fue supervisado por la Fundación Global de elecciones de automóviles. El ganador fue el Ford T, premiado en la cena de gala realizada el 18 de diciembre de 1999 en Las Vegas, Nevada.

## El proceso de selección
Se diseñó un proceso complejo y elaborado para elegir al Automóvil del Siglo. El mismo comenzó en octubre de 1996, cuando una lista de 700 candidatos fue presentada por el comité organizador del premio, con los modelos que sus expertos habían seleccionado a partir de las recomendaciones formuladas por asesores de la industria automotriz y clubes de automóviles.
En febrero de 1997 se presentó una lista de 200 automóviles candidatos en el AutoRAI motor show de Ámsterdam, seleccionados de la lista de 700 por un comité honorario de expertos independientes, altamente respetados y experimentados en la industria automotriz.
El paso siguiente se realizó utilizando un jurado de 132 periodistas automovilísticos profesionales de 33 países, bajo la presidencia de Lord Montagu of Beaulieu, para reducir la lista a 100, y el resultado se dio a conocer en el Salón del Automóvil de Fráncfort en septiembre de 1997.
El proceso de eliminación continuó con un voto del público a través de internet para seleccionar 10 automóviles, siendo otra lista de 25 automóviles seleccionados por el jurado de profesionales. En este proceso, 9 de los 10 automóviles seleccionados por el público se encontraban entre los 25 elegidos por los periodistas (el AC Cobra fue el único automóvil seleccionado por el público no elegido por el jurado). La lista de 26 automóviles fue anunciada en el Salón del Automóvil de Ginebra en marzo de 1999, como los nominados para la siguiente ronda.
| Marca         | Tipo                              | Año           | País         |
| ------------- | --------------------------------- | ------------- | ------------ |
| AC            | Cobra                             | 1965–1967     | R.U./EE. UU. |
| Alfa Romeo    | Alfa Romeo Giulietta Sprint Coupé | 1954–1968     | Italia       |
| Audi          | Quattro                           | 1980–1991     | Alemania     |
| Austin        | Seven                             | 1922–1939     | Reino Unido  |
| BMW           | BMW 328                           | 1936–1940     | Alemania     |
| Bugatti       | T35                               | 1926–1930     | Francia      |
| Chevrolet     | Corvette Stingray                 | 1963–1967     | EE. UU.      |
| Citroën       | Traction Avant                    | 1934–1957     | Francia      |
| Citroën       | 2CV                               | 1948–1990     | Francia      |
| Citroën       | DS19                              | 1955–1975     | Francia      |
| Ferrari       | 250 GT SWB Berlinetta             | 1959–1962     | Italia       |
| Fiat          | 500 Topolino                      | 1936–1948     | Italia       |
| Ford          | Ford T                            | 1908–1927     | EE. UU.      |
| Ford          | Mustang                           | 1964–1968     | EE. UU.      |
| Jaguar        | XK120                             | 1948–1954     | Reino Unido  |
| Jaguar        | E-Type                            | 1961–1975     | Reino Unido  |
| Mercedes-Benz | S/SS/SSK                          | 1927–1932     | Alemania     |
| Mercedes-Benz | 300 SL Coupé                      | 1954–1957     | Alemania     |
| Mini          | todos los modelos                 | 1959–2000     | Reino Unido  |
| NSU           | Ro 80                             | 1967–1976     | Alemania     |
| Porsche       | 911                               | 1963–presente | Alemania     |
| Renault       | Espace                            | 1984–presente | Francia      |
| Rolls-Royce   | Silver Ghost                      | 1907–1925     | Reino Unido  |
| Rover         | Range Rover                       | 1970–1996     | Reino Unido  |
| Volkswagen    | Escarabajo                        | 1938–2003     | Alemania     |
| Volkswagen    | Golf                              | 1974–presente | Alemania     |
| Willys        | Jeep                              | 1941–1945     | EE. UU.      |

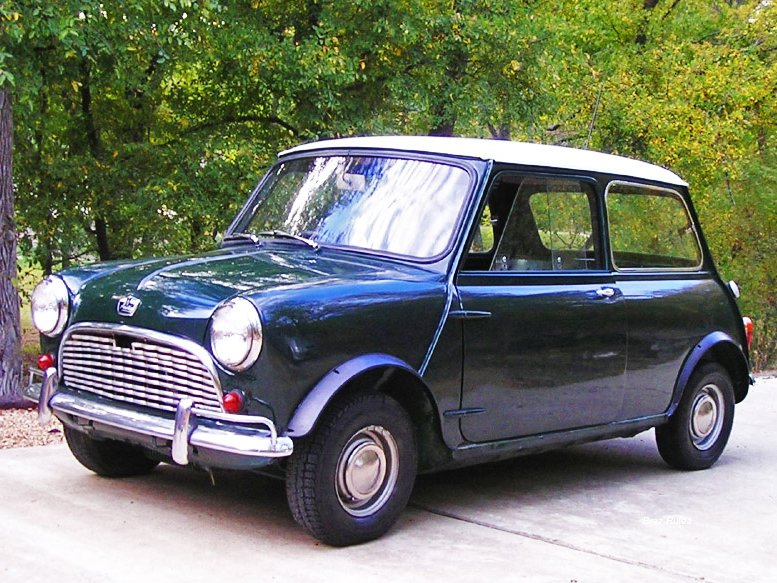
Segundo premio: Mini, un ejemplo de como la configuración compacta maximiza el espacio para los pasajeros.

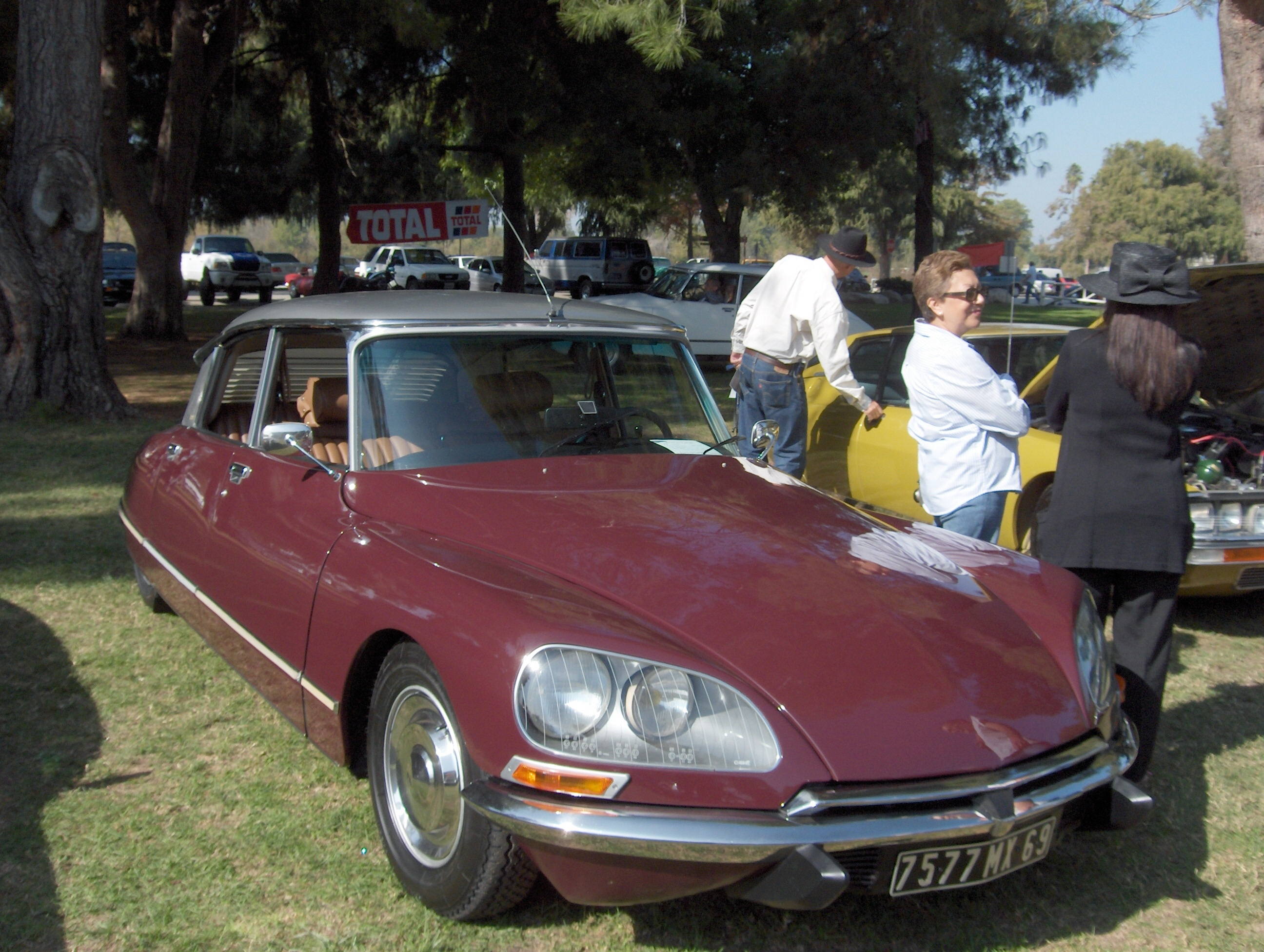
Tercer premio: Citroën DS.

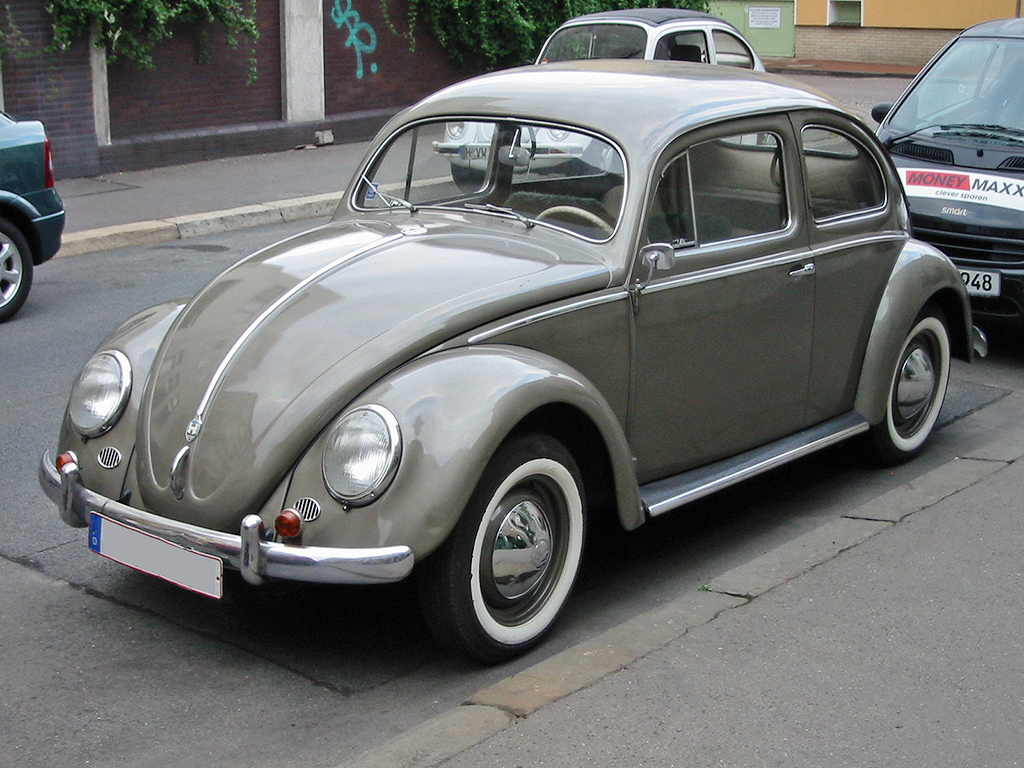
Cuarto premio: Volkswagen Escarabajo.

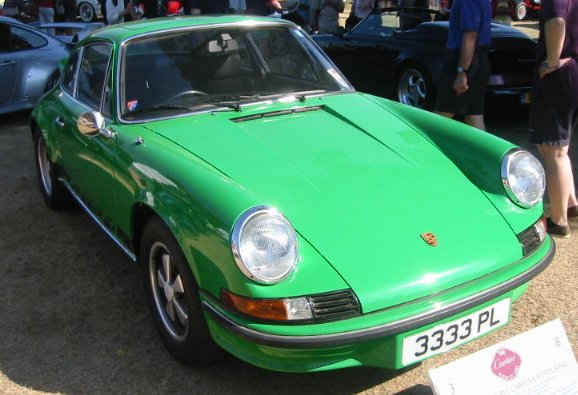
Quinto premio: Porsche 911.

De los 26, se le pidió al jurado que nominara a cinco finalistas que pasarían a la ronda final de la votación, utilizando un sistema de puntos. Los nominados en la ronda final fueron anunciados en el Salón del Automóvil de Fráncfort durante septiembre de 1999.

## Resultados finales
Cada miembro del jurado enumeró los cinco automóviles en el orden de su preferencia, y se combinaron los resultados mediante un sistema de puntos. Los resultados finales se presentan en la tabla siguiente:
| Posición | Modelo de automóvil   | Puntos |
| -------- | --------------------- | ------ |
| 1        | Ford T                | 742    |
| 2        | Mini                  | 617    |
| 3        | Citroën DS            | 567    |
| 4        | Volkswagen Escarabajo | 521    |
| 5        | Porsche 911           | 303    |